# Rising (album de Rainbow)
Pour les articles homonymes, voir Rising.
Albums de Rainbow
Ritchie Blackmore's Rainbow
(1975) On Stage
(1977)
Singles
1. Starstruck
Sortie : septembre 1976

Rainbow Rising ou plus simplement Rising est le deuxième album du groupe de hard rock anglais Rainbow fondé par Ritchie Blackmore. Il est sorti sur le label Polydor Records et a été produit par Martin Birch.

## Historique
Après l'enregistrement du premier album, Ritchie Blackmore's Rainbow, Ritchie Blackmore renvoie les musiciens de son groupe, à l'exception du chanteur Ronnie James Dio. Il engage rapidement trois nouveaux musiciens : l'expérimenté Cozy Powell (batterie), ainsi que Jimmy Bain (basse) et Tony Carey (claviers). L'album est enregistré en février 1976 aux Musicland Studios de Munich.
En 1976, Rainbow est encore appelé Ritchie Blackmore's Rainbow aux États-Unis.
Cet album atteint la 48e place du Billboard 200 aux USA et la 53e place des charts britanniques.

## Liste des titres
- Toutes les musiques sont signées par Ritchie Blackmore et Ronnie James Dio, paroles par Ronnie James Dio.

### Version originale vinyl

#### Face 1
1. Tarot Woman – 5:58
2. Run With the Wolf – 3:48
3. Starstruck – 4:06
4. Do You Close Your Eyes – 2:58

#### Face 2
1. Stargazer – 8:26
2. A Light in the Black – 8:12

### Version Deluxe 2011

#### New-York Mix
1. Tarot Woman – 6:01
2. Run With the Wolf – 3:41
3. Starstruck – 4:06
4. Do You Close Your Eyes – 3:00
5. Stargazer – 8:26
6. A Light in the Black – 8:12

#### Los Angeles Mix
1. Tarot Woman – 6:05
2. Run With the Wolf – 3:45
3. Starstruck – 4:05
4. Do You Close Your Eyes – 2:58
5. Stargazer – 8:22
6. A Light in the Black – 8:11

#### Rough Mix
1. Tarot Woman – 6:06
2. Run With the Wolf – 3:49
3. Starstruck – 4:04
4. Do You Close Your Eyes - 3:04
5. Stargazer (avec intro aux claviers) – 9:08
6. A Light in the Black – 8:12
7. Stargazer (Pirate sound Tour Rehearsal) - 8:34

## Musiciens
- Ronnie James Dio : chant
- Ritchie Blackmore : guitares
- Jimmy Bain : basse
- Cozy Powell : batterie, percussions
- Tony Carey : claviers

### Orchestre additionnel
- L'Orchestre Philharmonique de Munich conduit par Rainer Pietsch sur Stargazer

## Charts et certifications
Charts album
| Pays             | Durée du classement | Meilleur classement | Date            |
| ---------------- | ------------------- | ------------------- | --------------- |
| Allemagne        | 4 semaines          | 38e                 | 15 juillet 1976 |
| Canada           | 19 semaines         | 17e                 | 21 août 1976    |
| États-Unis       | 16 semaines         | 48e                 | 12 juin 1976    |
| Nouvelle-Zélande | 3 semaines          | 36e                 | 9 juillet 1976  |
| Royaume-Uni      | 11 semaines         | 53e                 | 12 juin 1976    |
| Suède            | 4 semaines          | 23e                 | 6 juillet 1976  |

Certifications
| Pays        | Album               | Ventes    | Certification | Date           |
| ----------- | ------------------- | --------- | ------------- | -------------- |
| Royaume-Uni | Album original      | 100 000 + | Or            | 3 octobre 1979 |
| Royaume-Uni | Deluxe édition 2011 | 60 000 +  | Argent        | 9 août 2013    |